# Suleiman-Too
Der Suleiman-Too, Schreibweise auch Sulaimain-Too, Sulayman-Too, Tacht-i-Sulaiman oder Taht-I-Suleiman (Thron des Salomo) ist ein 1110 Meter hoher Berg in Kirgisistan, um den sich die alte Handelsstadt Osch erstreckt. Er gilt bei den Kirgisen als heiliger Berg. Im Juni 2009 wurde er von der UNESCO zum ersten kirgisischen Weltkulturerbe erklärt. Das über mehrere Jahrtausende gewachsene System von Kultstätten am Suleiman-Too wird laut UNESCO als das am besten erhaltene in ganz Zentralasien angesehen.
Der Suleiman-Too dominiert schon von weitem das Ferghanatal und war so ein Wegweiser für die Reisenden, die auf den ehemaligen Seidenstraßen nach Osch kamen. In einigen Höhlen und auf Felswänden am Berg, insbesondere am Osthang, fand man über 100 Petroglyphen (Felsritzungen) mit Darstellungen von Menschen, Tieren, Drachen, Sonne und Mond sowie geometrischen Formen, die aus der Zeit der ersten Besiedlung in der mittleren Bronzezeit stammen. Am Berg finden nach wie vor archäologische Ausgrabungen statt.
Auf seinen je nach Betrachtungsweise drei bis fünf Gipfeln und an den Abhängen rundum befinden sich insgesamt 17 alte Kultstätten. Einige der Kultstätten sind bis heute bei der Bevölkerung in Gebrauch. Die Stätten sind durch ein traditionelles System von Fußpfaden untereinander verbunden. Der Besuch soll unter anderem helfen gegen Unfruchtbarkeit, Kopf- und Rückenschmerzen und ein langes Leben verleihen.
In der Verehrung für den Berg mischen sich islamische mit vorislamischen Glaubensvorstellungen. So gilt der Suleiman-Too vielen Kirgisen auch heute noch als ein Modellbild der Welt, in dem sich die Elemente der Weltordnung wiederfinden. Eine der bekanntesten Kultstätten ist der sogenannte „Haus des Babur“, ein großer, glatter Felsen in Gipfelnähe. Babur, der Nachkomme Timurs und Begründer der indischen Moguldynastie, kam im nahegelegenen Andijon im heute usbekischen Teil des Ferghanatals zur Welt und brach von dort zur Eroberung Indiens auf. Er soll auf dem Suleiman-Berg eine Hütte gehabt haben und lange auf dem Felsen gesessen und sein Schicksal überdacht haben, ehe er zu dem Schluss kam, dass das Ferghanatal für seinen Ehrgeiz und seine Träume zu beengend war.
Aber auch für muslimischen Pilger aus ganz Mittelasien war und ist der Berg – der bis zum 16. Jahrhundert Bara-Kuch, „Schöner Berg“ hieß – heilig, denn Salomo, den Christen aus der Bibel als König Israels bekannt, gilt im Koran als Prophet und soll am Fuß des Berges begraben worden sein. Seither heißt der Berg Thron des Salomo und auch heute noch finden daher am Berg Beerdigungen statt. Im 16./17. bzw. 17./18. Jahrhundert wurden zwei Moscheen erbaut, die weitgehend erhalten bzw. restauriert sind. Eine davon, die einräumige Tacht-i-Sulejman-Moschee, wurde auf einem der Gipfel errichtet. Ihre Entstehungsgeschichte wurde im Laufe der Zeit mit der Legende von Babur vermengt, und sie wird daher auch Haus des Babur genannt. Am Südosthang liegt das Mausoleum von Asaf-ibn-Burchija.
Der Suleiman-Berg, auf den heute eine asphaltierte Straße hinaufführt, stellt auch ein Ausflugsziel dar. In eine Höhlung im Berg ist Ende des 20. Jahrhunderts mit modernen Mitteln (Beton) ein Museum hineingebaut worden, in dem unter anderem Gebrauchsgegenstände aus der Frühzeit der Besiedlung am Berg zu sehen sind.